# Eleccions parlamentàries finlandeses de 1951
Les eleccions parlamentàries finlandeses del 1951 es van celebrar els dies 2 i 3 de juliol de 1951. El partit més votat fou el socialdemòcrata, però es formà una coalició de dretes dirigida pel centrista Urho Kekkonen, nomenat primer ministre de Finlàndia.

## Resultats
|                          |                                      |           |        |          |     |  |
| Partit                   | Partit                               | Vots      | %      | Escons   | +/– |  |
|                          | Partit Socialdemòcrata               | 480,754   | 26.52  | 53 / 200 | 1   |  |
|                          | Lliga Agrària                        | 421,613   | 23.26  | 51 / 200 | 5   |  |
|                          | Lliga Democràtica Popular Finlandesa | 391,134   | 21.58  | 43 / 200 | 5   |  |
|                          | Partit de la Coalició Nacional       | 264,044   | 14.57  | 28 / 200 | 5   |  |
|                          | Partit Popular Suec                  | 131,719   | 7.27   | 14 / 200 | 1   |  |
|                          | Partit Popular                       | 102,933   | 5.68   | 10 / 200 | Nou |  |
|                          | Coalició d'Åland                     | 5,686     | 0.31   | 1 / 200  | =   |  |
|                          | Partit dels Petits Grangers          | 4,964     | 0.27   | 0 / 200  | =   |  |
|                          | Lliga Liberal                        | 4,936     | 0.27   | 0 / 200  | Nou |  |
|                          | Partit Popular Radical               | 4,486     | 0.25   | 0 / 200  | =   |  |
|                          | Partit Popular Finlandès             | 243       | 0.01   | 0 / 200  | Nou |  |
|                          | Altres                               | 305       | 0.02   | 0 / 200  | =   |  |
| Total                    | Total                                | 1,812,817 | 100    | 200      | =   |  |
|                          |                                      |           |        |          |     |  |
| Vots vàlids              | Vots vàlids                          | 1,812,817 | 99.29  |          |     |  |
| Invàlids / en blanc      | Invàlids / en blanc                  | 12,962    | 0.71   |          |     |  |
| Vots totals              | Vots totals                          | 1,825,779 | 100.00 |          |     |  |
| Votants Registrats       | Votants Registrats                   | 2,448,239 | 74.58  |          |     |  |
| Font: Tilastokeskus 2004 |                                      |           |        |          |     |  |